# Gran Mezquita de Nablus
La Gran Mezquita de Nablus (en árabe: جامع نابلس الكبير‎; Jami' Nablus al-Kebir) es la mezquita más grande y antigua de la ciudad de Nablus (Palestina). En sus orígenes fue una iglesia bizantina y se convirtió en mezquita durante la primera época islámica. Los cruzados la volvieron a transformar en iglesia en el siglo XI, pero los ayubíes la reconsagraron como mezquita en el siglo XII. La mezquita se encuentra en la intersección de las principales calles de la Ciudad Vieja de Nablus, en los límites orientales del distrito. Es de planta rectangular, alargada y estrecha, y posee una cúpula plateada .

## Historia
Una leyenda local en Nablus afirma que la mezquita fue el lugar donde los hijos de Jacob le entregaron a este la túnica manchada de sangre de su hermano José como prueba de que su hijo favorito había muerto. Sin embargo, esta tradición está más asociada a la cercana mezquita de al-Khadra.
La Gran Mezquita fue originalmente una basílica construida durante el reinado del emperador romano Felipe el Árabe, entre los años 244 y 249 d. C.  Más tarde, los bizantinos construyeron una catedral sobre las ruinas de la basílica, la cual aparece representada en el mapa de Madaba, un mosaico de alrededor del año 600 d. C. Esta catedral fue probablemente dañada o destruida por los samaritanos durante sus incursiones en 484 y 529, pero el emperador bizantino Justiniano I (que reinó entre 483 y 565) mandó restaurarla.
La catedral se transformó en la Gran Mezquita de Nablus en los primeros tiempos del dominio árabe islámico sobre Palestina, en el siglo X. El geógrafo árabe al-Muqaddasi escribió que la Gran Mezquita estaba en medio de Nablus y que se encontraba “muy bien pavimentada”. Los cruzados reconvirtieron la mezquita en una iglesia, pero solo hicieron algunas pequeñas modificaciones en ella, incluida la construcción de un ábside. En 1187, los ayubíes liderados por Saladino convirtieron el edificio nuevamente en mezquita. El edificio fue incendiado por los Caballeros Templarios en el saqueo de la ciudad del 30 de octubre de 1242.

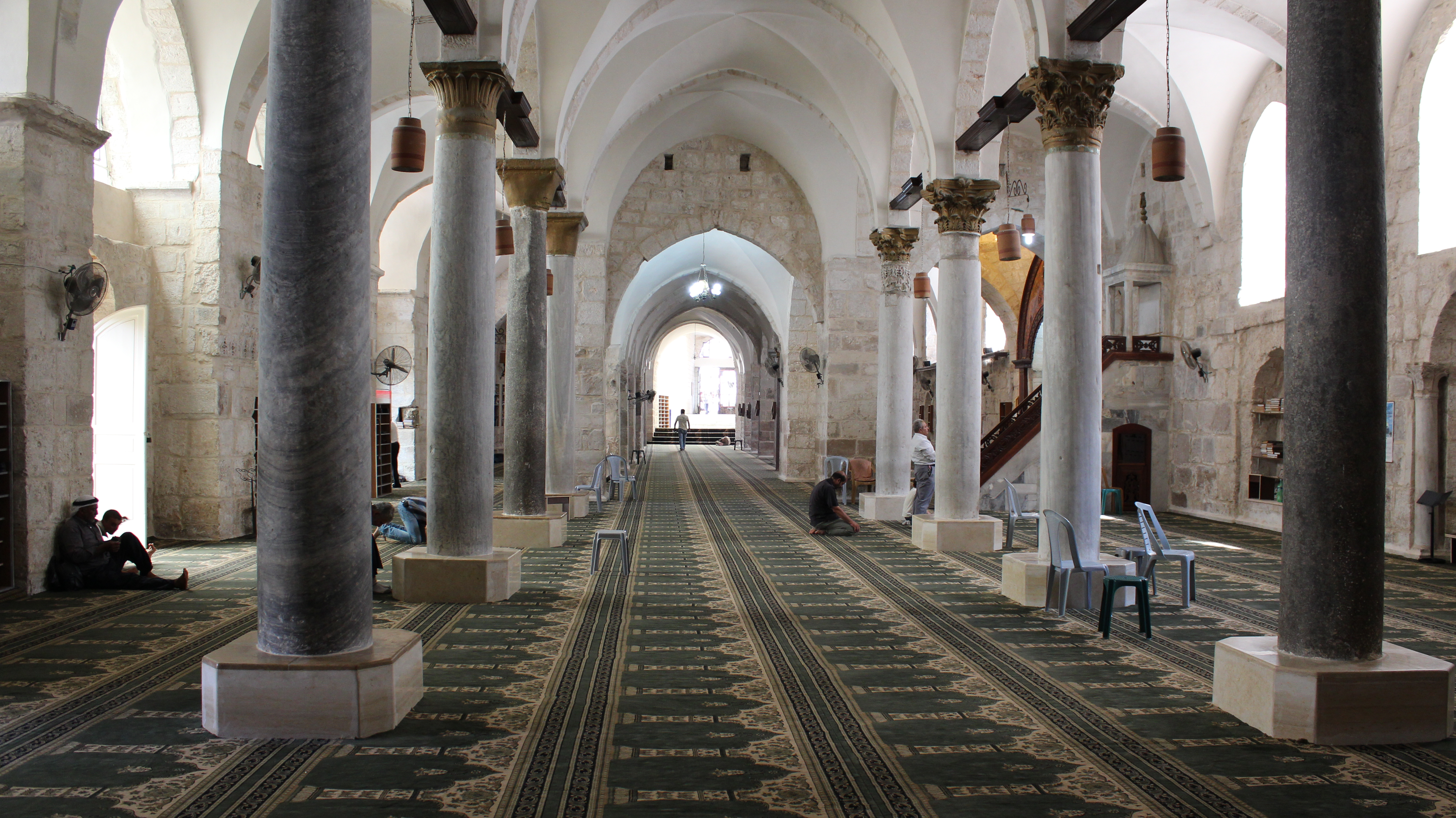
Interior de la mezquita

Ya a finales del siglo XIII se había reconstruido el edificio, como lo demuestra la crónica de al-Dimashqi, quien en 1300 menciona la Gran Mezquita de Nablus como "una hermosa mezquita, en la que se reza y se recita el Corán día y noche, para lo cual son designados los hombres.”  En 1335, el viajero occidental James de Verona dejó escrito que la mezquita había sido “una iglesia de los cristianos, pero ahora es una mezquita de los sarracenos”. Veinte años después, el viajero y explorador tangerino Ibn Battuta la visitó y escribió que en medio de la mezquita había un “depósito de agua dulce”.
En 1641 se reconstruyó el minarete de la Gran Mezquita, pero el recinto de la mezquita en sí permaneció prácticamente intacto durante la mayor parte de su existencia posterior hasta que un fuerte terremoto azotó Palestina, especialmente Nablus, en 1927. Como resultado, la cúpula y el minarete de la mezquita se vinieron abajo, pero fueron restaurados en 1935.